# Historia de un resentido
Historia de un resentido es una obra de teatro en tres actos, de Joaquín Calvo Sotelo, estrenada en el Teatro de la Comedia, de Barcelona el 13 de enero de 1956.

## Argumento
Iniciándose la acción de 1921, se narra la peripecia de Dalmiro Quintana un hombre que ha amargado su carácter tras ver cómo su carrera de dramaturgo no acaba de despegar. Como forma de venganza hacia el crítico literario que lo destruyó acaba con su vida aprovechando los avatares de la Guerra civil española.

## Representaciones destacadas
- Teatro (Estreno, 1956)
  - Dirección: José Tamayo.
  - Intérpretes: Guillermo Marín, Mari Carrillo, José María Caffarel, Antonio Ferrandis, José Brugera, Alfonso Muñoz, José Sancho Sterling, Avelino Cánovas.